# Castelpoto
Castelpoto este o comună din provincia Benevento, regiunea Campania, Italia, cu o populație de 1.109 locuitori (1 ianuarie 2023) și o suprafață de 11,78 km².

## Demografie
Castelpoto - evoluția demografică

|  | Graficele sunt indisponibile din cauza unor probleme tehnice. Mai multe informații se găsesc la Phabricator și la wiki-ul MediaWiki. |

Date: Recensăminte sau birourile de statistică - grafică realizată de Wikipedia